# Stanislav Muž

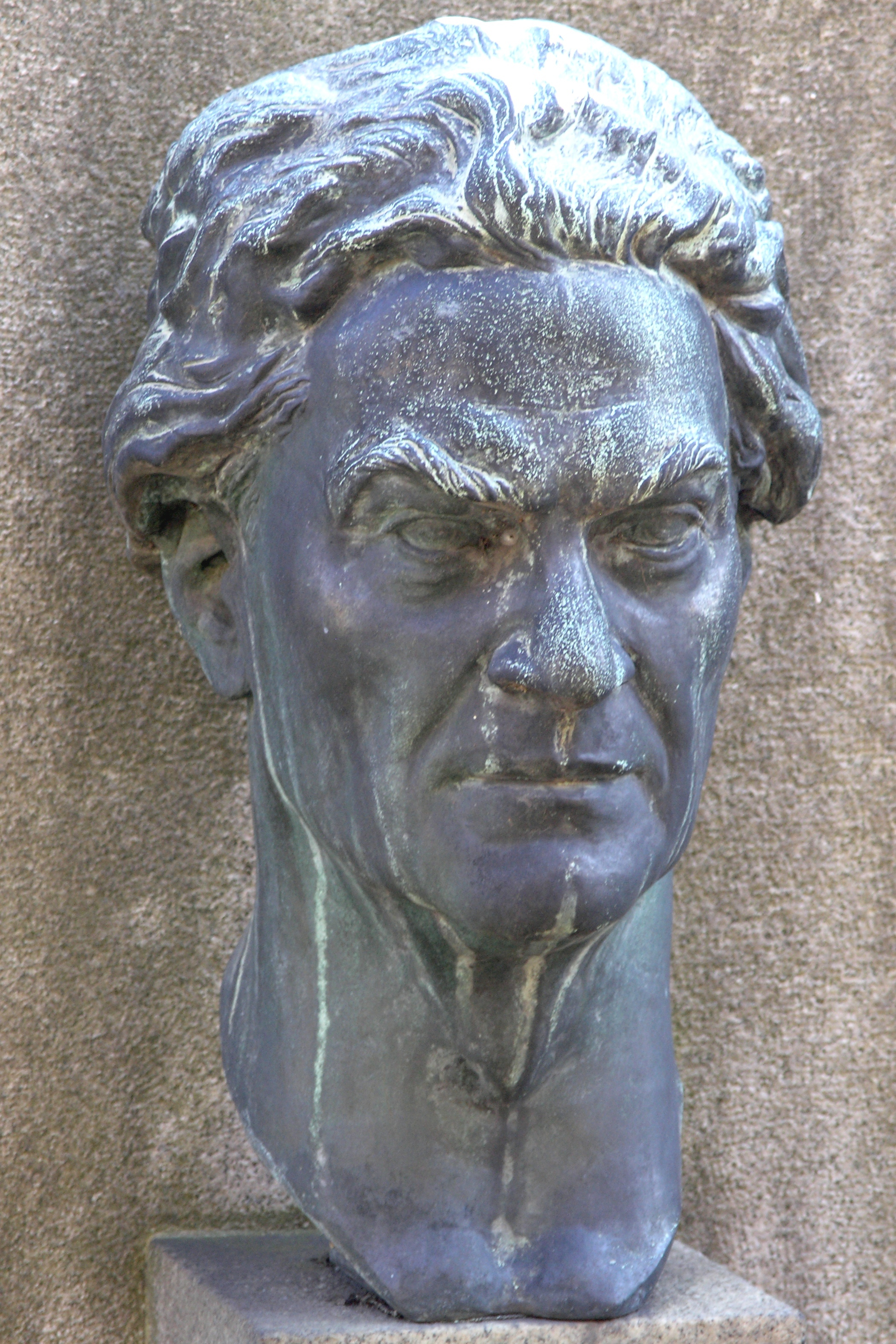
Vyšehradský hřbitov - Stanislav Muž

Stanislav Muž (6. listopadu 1896 Manětín – 13. srpna 1955 Praha) byl český barytonista.

## Život a umělecké působení
Po studiu na Pivodově pěvecké škole nastoupil v roce 1921 do opery v Moravské Ostravě, v letech 1923–1925 působil v opeře v Plzni, v roce 1925 v Brně, 1925–1929 opět v Moravské Ostravě. Od roku 1929 až do roku 1955 byl členem Národního divadla v Praze (pod Otakarem Ostrčilem a Václavem Talichem). Se souborem Národního divadla hostoval v Amsterdamu, Berlíně a na řadě dalších scén, nabídky k dlouhodobému angažmá v zahraničí ale odmítal. Zpíval i koncertně.
Po roce 1945 obdržel Řád práce (1953), zároveň však byl v Národním divadle poněkud odsouván do pozadí; přispěl k tomu mj. fakt, že z repertoáru byly odstraněny Wagnerovy opery, v nichž exceloval, a nadto vliv Zdeňka Nejedlého, který jako smetanovského pěvce preferoval spíše Václava Bednáře.
Stanislav Muž zemřel 13. listopadu 1955 v Praze. Je pohřben na Vyšehradském hřbitově.
Celkem ztvárnil asi 90 barytonových (někdy i basových) rolí, často s desítkami repríz; jen v Národním divadle účinkoval v téměř 2200 představeních, ve Smetanově Prodané nevěstě zpíval celkem bezmála pětsetkrát.
Do historie se zapsal především jako hrdinný baryton. Přispěla k tomu jeho „vladařská“ postava, odpovídající jevištní projev, a samozřejmě hlas: „U Muže máme vždy zároveň hlas kovový a dramaticky podbarvený, ušlechtilý a zároveň jaksi šlachovitý, vznosný i zemitý. Namísto dokonalé zaokrouhlenosti jistou zrnitou rovnost.“ Zejména jako představitele Wagnerových postav jej v českém prostředí zřejmě nikdo nepřekonal.
Několik jeho nahrávek (např. Čertova stěna, 1945, Dalibor, 1946) bylo zveřejněno vydavatelstvím Radioservis.